# Boeing 737 Classic
Il Boeing 737 Classic è la serie -300/-400/-500 del Boeing 737, così chiamata dopo l'introduzione della serie -600/-700/-800/-900. È a breve-medio raggio, a fusoliera stretta, prodotto da Boeing Commercial Airplanes. La serie Classic è stata introdotta come la nuova generazione del 737. Prodotto dal 1979 al 2000, ne sono stati costruiti 1.988 esemplari.

## Storia del progetto
Dopo il successo del Boeing 737-200 Advanced, la Boeing ha puntato ad aumentare la capacità e la gamma di modelli, introducendo miglioramenti per aggiornare l'aereo alle specifiche moderne, mantenendo al tempo stesso alcune peculiarità delle precedenti versioni. Lo sviluppo è iniziato nel 1979 e nel 1980 le specifiche preliminari sono state presentate al Farnborough Airshow. Nel marzo 1981, US Airways e Southwest Airlines hanno ordinato 10 aerei ciascuna, con un'opzione per altri 20.

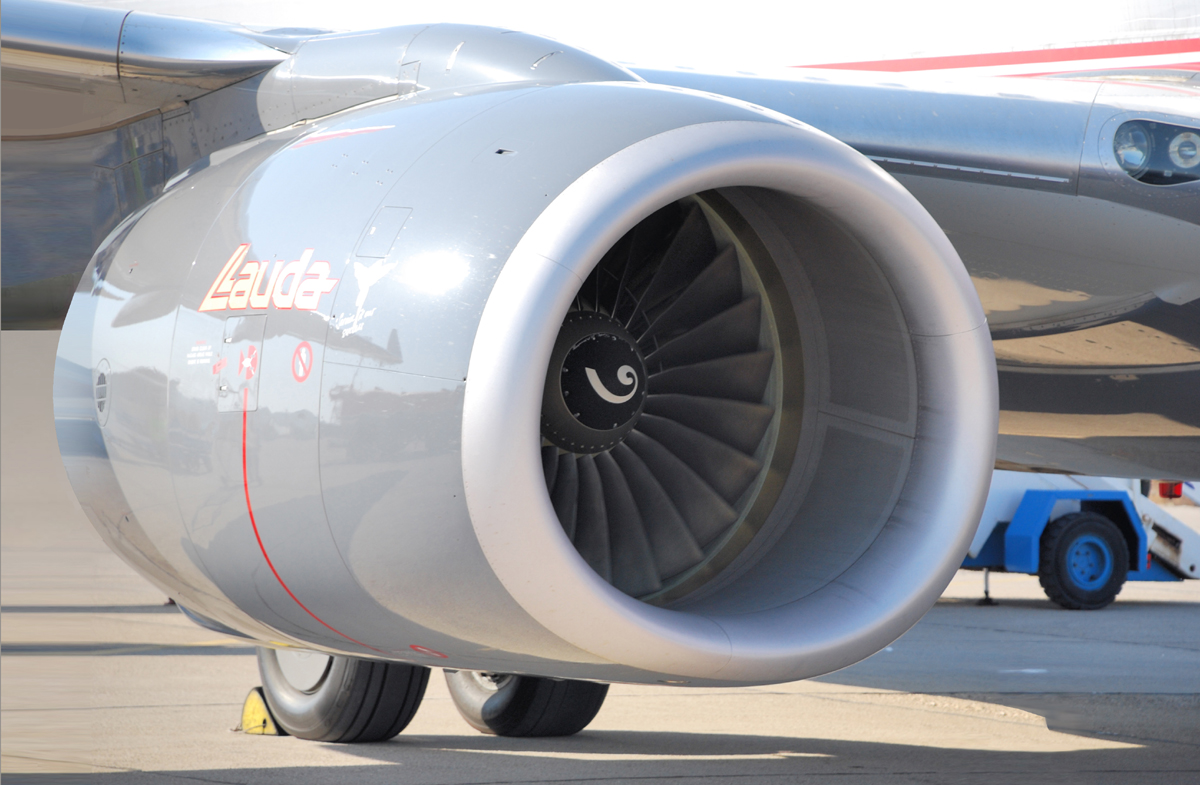
Il turboventola CFM56 nella caratteristica gondola adottata sul 737 Classic.

La nuova serie è caratterizzata dai motori turboventola CFM56 che offrono vantaggi significativi in termini di consumo di carburante e riduzione del rumore, ma presentavano qualche problema data la ridotta altezza da terra del Boeing 737. La Boeing e la CFM hanno risolto il problema mettendo il motore davanti e non sotto l'ala, e spostando le parti accessorie ai lati della gondola del motore invece che in basso, dando così il caratteristico aspetto non circolare alla presa d'aria di aspirazione.
Sono state apportate significative modifiche alle ali tese a migliorare l'aerodinamica. La punta delle ali è stata allungata di 23 cm con adeguamento di flap e ipersostentatori di bordo d'attacco. In cabina di pilotaggio è stata prevista la possibilità di adozione dell'Electronic Flight Instrument System e dell'Electronic Flight Bag, mentre la cabina passeggeri ha ottenuto miglioramenti simili a quelli introdotti nei Boeing 757.

## Versioni

### Boeing 737-300

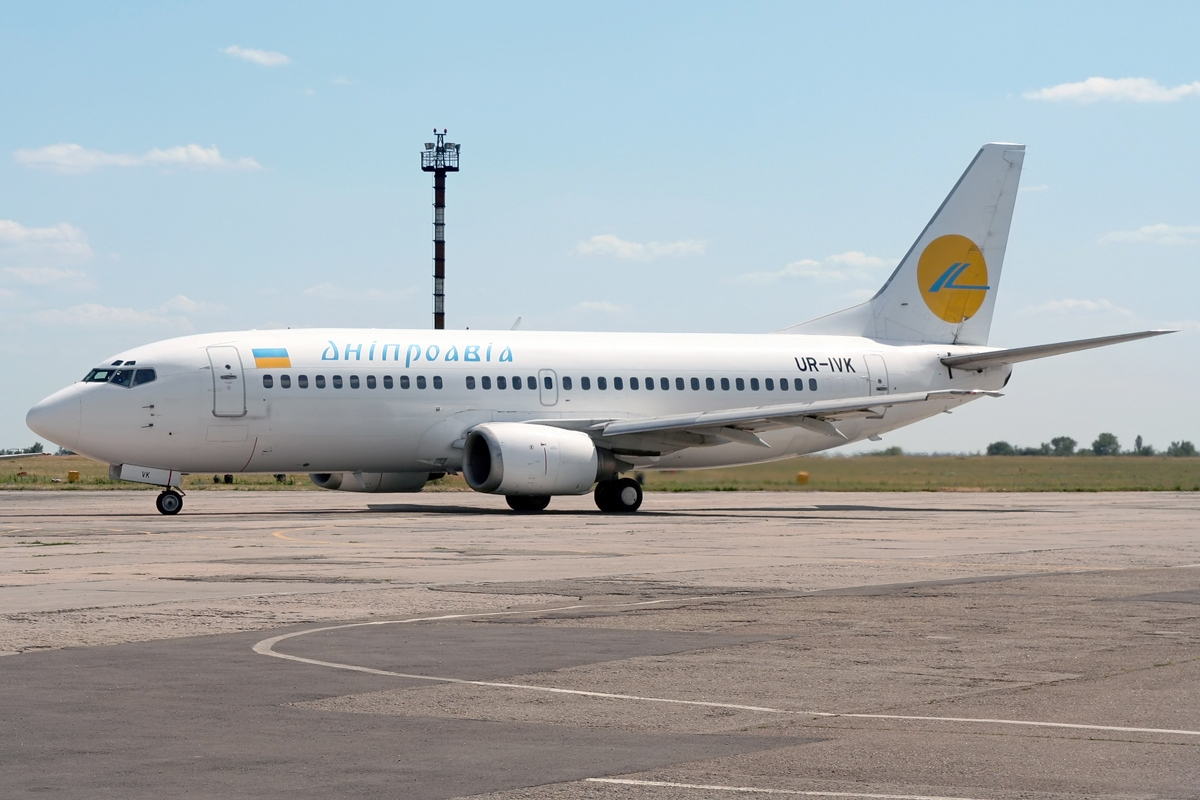
Dniproavia 737-300

Il prototipo del 737-300 volò per la prima volta il 24 febbraio 1984. Dopo aver ricevuto la certificazione al volo il 14 novembre 1984, la USAir ricevette il primo aereo il 28 novembre. Boeing ricevette ben 252 ordini nel 1985 per un totale di 1000 su tutto l'arco produttivo. La serie -300 rimase in produzione fino al 1999 quando l'ultimo aereo (registrato ZK-NGJ) fu consegnato alla Air New Zealand. Nel 2008, la Southwest Airline ha aggiornato i suoi 737-300 con nuovi strumenti al fine di arrivare allo stesso livello del Boeing 737-700. Esiste anche una versione chiamata -300SP (Special Performance) che introduce le winglets alle estremità alari. Il Boeing 737-300 è ora sostituito dalla Next Generation serie -700

### Boeing 737-400
Il progetto del 737-400 fu lanciato nel 1985 per competere con l'Airbus A320 e il McDonnell Douglas MD-80. L'aereo risulta allungato di 3,45 m (10 piedi) ed è in grado di trasportare fino a 168 passeggeri. È stato aggiunto inoltre un rivestimento nella parte posteriore del velivolo per evitare un tailscrapes durante il decollo o l'atterraggio. Il velivolo volò la prima volta il 19 febbraio 1988 mentre l'entrata in servizio avvenne il 19 febbraio 1988 con la Piedmont Airlines. La serie 737-400F era solamente un 737-400 allestito per il trasporto merci. Il 737-400 è ora sostituito dal 737-800

### Boeing 737-500
La serie -500 fu sviluppata per sostituire i 737-200 ed incorpora tutti i miglioramenti della serie Classic e consente una autonomia maggiore e un costo minore rispetto alla serie -300. La fusoliera è stata allungata di 47 cm rispetto alla serie -200. Il 737-500 utilizza due motori CFM56-3 che aumentano del 25% l'efficienza del consumo di carburante rispetto ai P&W montati sulla serie -200.
Il 737-500 iniziò la propria carriera operativa nella Southwest Airlines con un ordine di 20 aeromobili e volò per la prima volta il 30 giugno 1989. Il prototipo per il processo di certificazione volò per ben 375 ore e il 28 febbraio 1990 la Southwest Airlines ha ricevuto la sua prima consegna. Il 737-500 fu largamente acquistato dalle compagnie aeree russe (come Nordavia, S7 Airlines, Sky Express, Rossiya Airlines e Yamai Airlines) per sostituire gli ormai vecchi aeroplani di progettazione e produzione sovietica o per espandere la propria flotta. L'Aerolineas Argentinas sta sostituendo i propri 737-200s con degli 737-500s usati. Il Boeing 737-500 è ora sostituito dalla serie -600 che però non ha riscosso l'attenzione internazionale con solo 69 aerei consegnati. Il ritiro di tutti i modelli della serie 737 Classic ha accelerato notevolmente il processo di pensionamento delle serie -300 e -500 con un aumento del 40% nel 2012. Un paio di 737-300 sono in programma per la conversione in aerei cargo.

## Dati tecnici
| Dati                                    | 737-300                   | 737-400                   | 737-500                   |
| --------------------------------------- | ------------------------- | ------------------------- | ------------------------- |
| Codice ICAO                             | B733                      | B734                      | B735                      |
| Codice IATA                             | 733                       | 734                       | 735                       |
| Equipaggio in cabina di pilotaggio      | 2 piloti                  | 2 piloti                  | 2 piloti                  |
| Capacità massima passeggeri             | 149                       | 188                       | 140                       |
| Lunghezza totale                        | 33,40 m                   | 36,40 m                   | 31,01 m                   |
| Diametro cabina                         | 3,54 m                    | 3,54 m                    | 3,54 m                    |
| Diametro fusoliera                      | 3,76 m                    | 3,76 m                    | 3,76 m                    |
| Larghezza piano orizzontale             | 12,70 m                   | 12,70 m                   | 12,70 m                   |
| Apertura alare                          | 28,88 m                   | 28,88 m                   | 28,88 m                   |
| Superficie alare                        | 91,0 m²                   | 91,0 m²                   | 91,0 m²                   |
| Freccia alare                           | 25°                       | 25°                       | 25°                       |
| Altezza fusoliera                       | 5,26 m                    | 5,26 m                    | 5,26 m                    |
| Altezza totale                          | 11,15 m                   | 11,15 m                   | 11,15 m                   |
| Passo                                   | 12,45 m                   | 14,27 m                   | 11,07 m                   |
| Peso operativo a vuoto (OEW)            | 32 904 kg                 | 33 643 kg                 | 31 311 kg                 |
| Peso massimo senza carburante (MZFW)    | 49 714 kg                 | 53 070 kg                 | 46 493 kg                 |
| Peso massimo durante il rullaggio (MTW) | 63 503 kg                 | 68 266 kg                 | 60 781 kg                 |
| Peso massimo al decollo (MTOW)          | 63 276 kg                 | 68 039 kg                 | 60 555 kg                 |
| Peso massimo all'atterraggio (MLW)      | 52 889 kg                 | 56 245 kg                 | 49 895 kg                 |
| Carico utile massimo                    | 15 404 kg                 | 19 427 kg                 | 15 182 kg                 |
| Capacità cargo                          | 22,4 m³                   | 31,1 m³                   | 16,8 m³                   |
| Capacità massima carburante             | 23 827 L                  | 23 827 L                  | 23 168 L                  |
| Velocità di crociera                    | 0,75 Mach (926,10 km/h)   | 0,75 Mach (926,10 km/h)   | 0,75 Mach (926,10 km/h)   |
| Velocità massima                        | 0,82 Mach (1 012,54 km/h) | 0,82 Mach (1 012,54 km/h) | 0,82 Mach (1 012,54 km/h) |
| Autonomia                               | 2 255 nmi 4 175 km        | 2 060 nmi 3 815 km        | 2 375 nmi 4 400 km        |
| Quota di tangenza                       | 37 000 ft (11 275 m)      | 37 000 ft (11 275 m)      | 37 000 ft (11 275 m)      |
| Motori (x2)                             | CFM 56-3B-2               | CFM 56-3C-1               | CFM 56-3-B1               |
| Spinta (x2)                             | 91-98 kN                  | 97-105 kN                 | 84-89 kN                  |

## Utilizzatori
Al giugno 2023, dei 1 988 esemplari prodotti, 695 sono operativi. Il Boeing 737 Classic non è più in produzione, tutti i velivoli ordinati sono stati consegnati.

### Civili
Gli utilizzatori principali sono:
- iAero Airways (29 esemplari)
- Utair (26 esemplari)
- ShunFeng Airlines (17 esemplari)
- Airwork (16 esemplari)
- ASL Airlines Ireland (14 esemplari)
- China Postal Airlines (14 esemplari)
- Air Peace (13 esemplari)
- Canadian North (13 esemplari)
- Kalitta Charters (13 esemplari)
- Sideral Linhas Aéreas (13 esemplari)
- NAM Air (11 esemplari)
- Swiftair (11 esemplari)
- ASL Airlines Belgium (10 esemplari)
- Cargo Air (10 esemplari)
- West Atlantic UK (10 esemplari)
- Bul Air (9 esemplari)
- FedEx Express (8 esemplari)
- SCAT Airlines (8 esemplari)
- Sepehran Airlines (8 esemplari)
- Tarco Air (8 esemplari)
- Aero Contractors (7 esemplari)
- Aeronaves TSM (7 esemplari)
- Avior Airlines (7 esemplari)
- Estafeta Carga Aerea (7 esemplari)
- Poste Air Cargo (5 esemplari)

### Governativi e militari
Gli utilizzatori sono:
- Forza Aerea della Cina (8 esemplari)
- Forza Aerea dell'Indonesia (4 esemplari)
- Forza Aerea del Cile (2 esemplari)
- Forza Aerea della Colombia (2 esemplari)
- Governo della Thailandia (2 esemplari)
- Justice Prisoner and Alien Transportation System (2 esemplari)
- National Nuclear Security Administration (2 esemplari)
- Forza Aerea della Corea del Sud (1 esemplare)
- Forza Aerea del Messico (1 esemplare)
- Forza Aerea della Nigeria (1 esemplare)
- Forza Aerea del Perù (1 esemplare)
- Governo dell'Argentina (1 esemplare)
- United States Marshals Service (1 esemplare)